# Rodrigo de Lazzari
Pour les articles homonymes, voir Rodrigo.
Rodrigo de Lazzari ou simplement Rodrigo est un footballeur brésilien né le 10 décembre 1980 à Curitiba.